# すみれステークス
すみれステークスは日本中央競馬会(JRA)が阪神競馬場の芝2200mで施行する中央競馬のリステッド競走である。名前の由来は花のスミレ。過去には中山競馬場や小倉競馬場、東京競馬場などでも旧名称と同名の競走が行われていたが、同競走とは異なる。

## 概要
1984年に阪神競馬場芝1600mでサラ系4歳（現3歳）のオープン特別『すみれ賞』として第1回が施行された。初年度は芝1600mだったが1985年に芝2200mに変更される。1991年と1994年の中京代替開催時は芝2000mに変更されている。
1991年は阪神競馬場の改修工事により、中京競馬場で施行され、1995年は阪神・淡路大震災の影響で京都競馬場に開催された。
1988年にすみれステークスに改名され、1990年に再びすみれ賞に戻されたが、1991年に現在のすみれステークスに改名されている。
2019年にはリステッド競走に指定されている。なお、皐月賞の前哨戦とされているが、優先出走権は付与されていない。
2025年の1着賞金は2000万円、2着800万円、3着500万円、4着300万円、5着200万円となっている。

## 歴史
- 1984年 阪神競馬場芝1600mの4歳（現3歳）オープン特別の『すみれ賞』として施行。
- 1985年 施行距離を芝2200mに変更。
- 1989年 すみれステークスに名称変更。
- 1991年 阪神競馬場の改修工事により、中京競馬場で代替開催。
- 1994年 京都競馬場の改修工事に伴う開催日程の変更により、中京競馬場で代替開催。
- 1995年 阪神・淡路大震災の影響により京都競馬場で代替開催。
- 2019年 リステッド競走に指定。
- 2020年 新型コロナウイルス感染症(COVID-19)の流行及び改正・新型インフルエンザ等対策特別措置法32条に基づき日本国政府から発令された新型コロナウイルス緊急事態宣言により、客を入れない「無観客競馬」かつ中央競馬場所属のみで施行。

## 歴代優勝馬
コース種別の記載がない距離は、芝コースを表す。
優勝馬の馬齢は、現行表記に揃えている。
| 施行日        | 競馬場 | 距離  | 条件       | 優勝馬             | 年齢 | タイム | 優勝騎手     | 管理調教師 | 馬主                           |
| ------------- | ------ | ----- | ---------- | ------------------ | ---- | ------ | ------------ | ---------- | ------------------------------ |
| 1984年3月24日 | 阪神   | 1600m | オープン   | ニシノライデン     | 牡3  | 1:37.7 | 伊藤清章     | 伊藤修司   | 西山正行                       |
| 1985年3月30日 | 阪神   | 2200m | オープン   | ヒテツ             | 牡3  | 2:17.0 | 玉谷峰男     | 玉谷敬治   | （有）藤沢牧場                 |
| 1986年3月29日 | 阪神   | 2200m | オープン   | ヤエシオ           | 牡3  | 2:18.0 | 増井裕       | 荻野光男   | 芳賀満男                       |
| 1987年3月21日 | 阪神   | 2200m | オープン   | マヤノオリンピア   | 牡3  | 2:17.1 | 南井克巳     | 坂口正大   | 田所祐                         |
| 1988年3月19日 | 阪神   | 2200m | オープン   | スーパークリーク   | 牡3  | 2:18.8 | 武豊         | 伊藤修司   | 木倉誠                         |
| 1989年3月11日 | 阪神   | 2200m | オープン   | タマモベイジュ     | 牡3  | 2:16.4 | 田原成貴     | 小原伊佐美 | タマモ（株）                   |
| 1990年3月10日 | 阪神   | 2200m | オープン   | ユートジョージ     | 牡3  | 2:18.1 | 岡潤一郎     | 安藤正敏   | 曽田正雄                       |
| 1991年3月9日  | 中京   | 2000m | オープン   | イイデサターン     | 牡3  | 2:04.3 | 河内洋       | 大久保正陽 | （株）アールエスエーカントリ   |
| 1992年3月14日 | 阪神   | 2200m | オープン   | ゴールデンゼウス   | 牡3  | 2:19.5 | 岡潤一郎     | 安藤正敏   | 前田晋二                       |
| 1993年3月14日 | 阪神   | 2200m | オープン   | チアズエンデバー   | 牡3  | 2:18.8 | 本田優       | 星川薫     | 北村キヨ子                     |
| 1994年3月13日 | 中京   | 2000m | オープン   | イブキテヂカラオー | 牡3  | 2:03.6 | 熊沢重文     | 浜田光正   | （有）伊吹                     |
| 1995年3月12日 | 京都   | 2200m | オープン   | バイタルフォース   | 牡3  | 2:15.4 | 安田康彦     | 渡辺栄     | （有）社台レースホース         |
| 1996年3月9日  | 阪神   | 2200m | オープン   | フサイチコンコルド | 牡3  | 2:16.0 | 藤田伸二     | 小林稔     | 関口房朗                       |
| 1997年3月8日  | 阪神   | 2200m | オープン   | バーボンカントリー | 牡3  | 2:20:0 | 福永祐一     | 森秀行     | （有）社台レースホース         |
| 1998年3月14日 | 阪神   | 2200m | オープン   | エモシオン         | 牡3  | 2:14.5 | 松永幹夫     | 小林稔     | 根岸治男                       |
| 1999年3月13日 | 阪神   | 2200m | オープン   | サリーレ           | 牡3  | 2:16.8 | 藤田伸二     | 木原一良   | 根岸治男                       |
| 2000年2月27日 | 阪神   | 2200m | オープン   | アタラクシア       | 牡3  | 2:16.6 | 武豊         | 池江泰郎   | （有）ノースヒルズマネジメント |
| 2001年2月25日 | 阪神   | 2200m | オープン   | チアズブライトリー | 牡3  | 2:17.6 | 藤田伸二     | 山内研二   | 北村キヨ子                     |
| 2002年2月24日 | 阪神   | 2200m | オープン   | サスガ             | 牡3  | 2:14.4 | O.ペリエ     | 藤沢和雄   | 市川義美                       |
| 2003年3月2日  | 阪神   | 2200m | オープン   | リンカーン         | 牡3  | 2:16.9 | 武豊         | 音無秀孝   | 近藤英子                       |
| 2004年2月29日 | 阪神   | 2200m | オープン   | キングカメハメハ   | 牡3  | 2:16.4 | 安藤勝己     | 松田国英   | 金子真人                       |
| 2005年2月27日 | 阪神   | 2200m | オープン   | ダンツキッチョウ   | 牡3  | 2:15.8 | 藤田伸二     | 山内研二   | 山元哲二                       |
| 2006年2月26日 | 阪神   | 2200m | オープン   | ナイアガラ         | 牡3  | 2:19.0 | 四位洋文     | 池江泰郎   | 金子真人ホールディングス（株） |
| 2007年2月25日 | 阪神   | 2200m | オープン   | アルナスライン     | 牡3  | 2:15.0 | 柴山雄一     | 松元茂樹   | （有）サンデーレーシング       |
| 2008年3月2日  | 阪神   | 2200m | オープン   | キングスエンブレム | 牡3  | 2:15.4 | 武豊         | 石坂正     | （有）サンデーレーシング       |
| 2009年3月1日  | 阪神   | 2200m | オープン   | トップクリフォード | 牡3  | 2:17.6 | 藤田伸二     | 山内研二   | 横瀬兼二                       |
| 2010年2月28日 | 阪神   | 2200m | オープン   | レッドスパークル   | 牡3  | 2:18.2 | 秋山真一郎   | 藤岡健一   | 幅田昌伸                       |
| 2011年2月27日 | 阪神   | 2200m | オープン   | ロッカヴェラーノ   | 牡3  | 2:15.0 | 岩田康誠     | 中村均     | 吉田照哉                       |
| 2012年2月26日 | 阪神   | 2200m | オープン   | ベールドインパクト | 牡3  | 2:18.9 | 藤岡佑介     | 大久保龍志 | （有）社台レースホース         |
| 2013年2月24日 | 阪神   | 2200m | オープン   | ナリタパイレーツ   | 牡3  | 2:16.3 | 小牧太       | 宮本博     | （株）オースミ                 |
| 2014年3月2日  | 阪神   | 2200m | オープン   | スズカデヴィアス   | 牡3  | 2:17.6 | D.バルジュー | 橋田満     | 永井啓弍                       |
| 2015年3月1日  | 阪神   | 2200m | オープン   | スピリッツミノル   | 牡3  | 2:20.6 | 酒井学       | 本田優     | 吉岡實                         |
| 2016年2月28日 | 阪神   | 2200m | オープン   | ジョルジュサンク   | 牡3  | 2:13.2 | 川田将雅     | 鮫島一歩   | （株）CHEVALATTACHE            |
| 2017年2月26日 | 阪神   | 2200m | オープン   | クリンチャー       | 牡3  | 2:14.1 | 藤岡佑介     | 宮本博     | （株）ノースヒルズ             |
| 2018年2月25日 | 阪神   | 2200m | オープン   | キタノコマンドール | 牡3  | 2:11.7 | 福永祐一     | 池江泰寿   | DMMドリームクラブ（株）        |
| 2019年2月24日 | 阪神   | 2200m | リステッド | サトノルークス     | 牡3  | 2:13.6 | 池添謙一     | 池江泰寿   | （株）サトミホースカンパニー   |
| 2020年3月1日  | 阪神   | 2200m | リステッド | レクセランス       | 牡3  | 2:12.7 | 川田将雅     | 池添学     | （有）シルクレーシング         |
| 2021年2月28日 | 阪神   | 2200m | リステッド | ディープモンスター | 牡3  | 2:12.4 | 武豊         | 池江泰寿   | DMMドリームクラブ（株）        |
| 2022年2月26日 | 阪神   | 2200m | リステッド | ポッドレット       | 牡3  | 2:12.9 | 福永祐一     | 辻野泰之   | 小川眞査雄                     |
| 2023年2月25日 | 阪神   | 2200m | リステッド | シャザーン         | 牡3  | 2:15.5 | 岩田望来     | 友道康夫   | 金子真人ホールディングス（株） |
| 2024年2月24日 | 阪神   | 2200m | リステッド | サンライズアース   | 牡3  | 2:12.0 | M.デムーロ   | 石坂公一   | （株）ライフハウス             |
| 2025年3月1日  | 阪神   | 2200m | リステッド | ジーティーアダマン | 牡3  | 2:11.0 | 松山弘平     | 上村洋行   | 田畑利彦                       |

## 各競走結果の出典
- netkeiba.com
  - 1984年、1985年、1986年、1987年、1988年、1989年、1990年、1991年、1992年、1993年、1994年、1995年、1996年、1997年、1998年、1999年、2000年、2001年、2002年、2003年、2004年、2005年、2006年、2007年、2008年、2009年、2010年、2011年、2012年、2013年、2014年、2015年、2016年、2017年、2018年、2019年、2020年、2021年、2022年、2023年、2024年、2025年
- JBISサーチ
  - 1986年、1987年、1988年、1989年、1990年、1991年、1992年、1993年、1994年、1995年、1996年、1997年、1998年、1999年、2000年、2001年、2002、2003年、2004年、2005年、2006年、2007年、2008年、2009年、2010年、2011、2012年、2013年、2014年、2015年、2016年、2017、2018年、2019年、2020年、2021年、2022年、2023年、2024年、2025年